# キアラ・ファンチェッリ
キアラ・ファンチェッリ（伊: Chiara Fancelli, - 1541年5月21日）は、イタリアのルネサンス期のフィレンツェの建築家ルカ・ファンチェッリの娘である。ウンブリアの画家ピエトロ・ペルジーノと結婚し、聖母画のモデルをしたことで知られる。

## 生涯
正確な生年月日と出身地は不明である。1493年9月1日にフィエーゾレでペルジーノと結婚し、5フローリンの持参金をもたらした。ペルジーノとの間に5人の子供（3男2女）が生まれた。1494年以降はペルジーノの聖母画のモデルをした。夫の死後の1524年10月6日、キアラはマントヴァ侯妃イザベラ・デステに宛てた手紙で、彼女の書斎のためにペルジーノの作品『ウルカヌスに驚かされるヴィーナスとマルス』（Mars and Venus Surprised by Vulcan ）を提供することを申し出たが、イザベラはこれを断った。1541年に死去。彼女の遺体はフィレンツェのサンティッシマ・アンヌンツィアータ教会の死者の回廊（chiostro dei morti）に埋葬された。

## ギャラリー

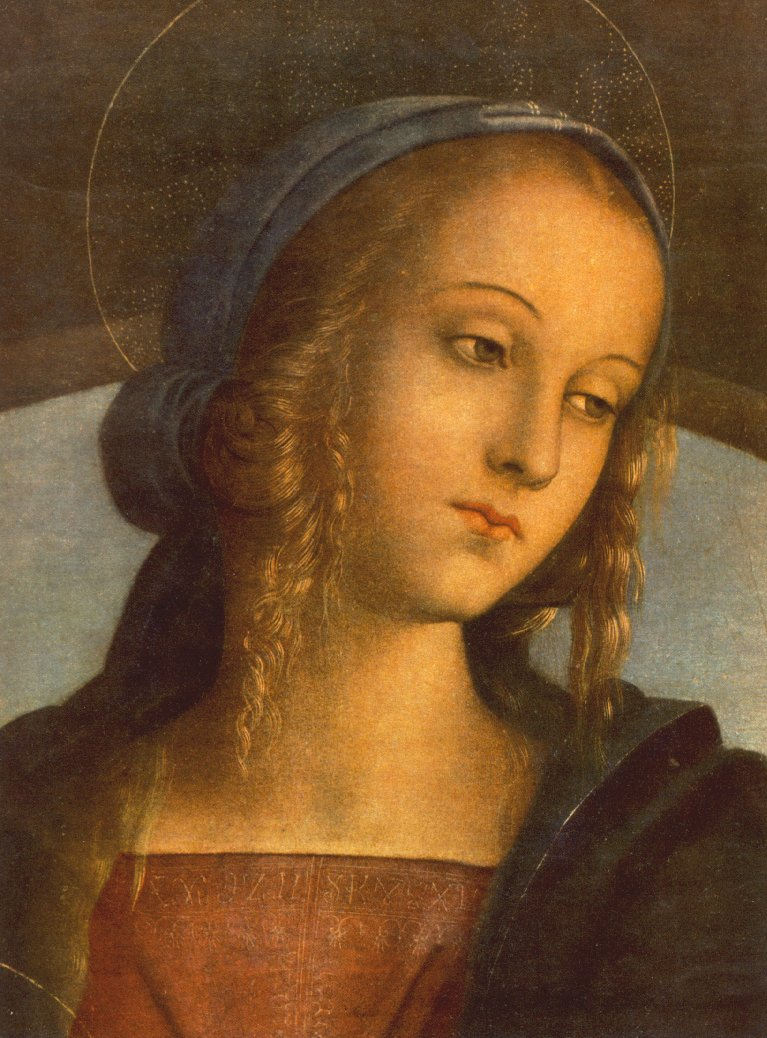
『洗礼者聖ヨハネと聖セバスティアヌスの間で即位した聖母子』の聖母 1493年 ウフィツィ美術館所蔵
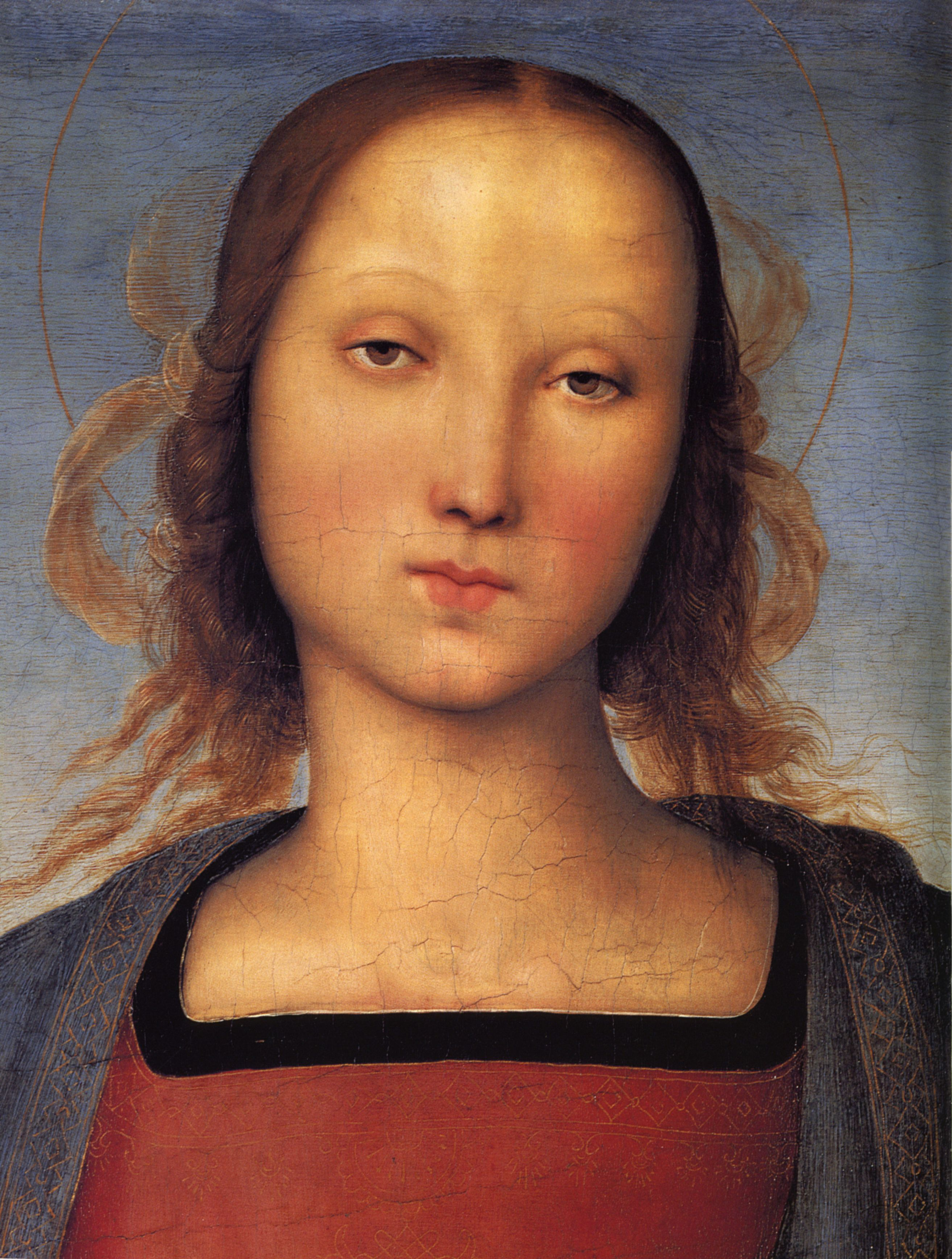
『聖母子』1500年頃 デトロイト美術館所蔵
『マグダラのマリア』1500年頃 パラティーナ美術館所蔵